# Carticasi
Carticasi ist eine französische Gemeinde im Département Haute-Corse auf der Insel Korsika. Sie gehört zum Arrondissement Corte und zum Kanton Golo-Morosaglia.

## Geographie
Carticasi liegt im Regionalen Naturpark Korsika. Dort entspringt der Casaluna, ein rechter Nebenfluss des Golo, an der Nordwestflanke der Punta di Caldane auf 1724 m. ü. M. Nachbargemeinden sind Cambia im Norden, Pie-d’Orezza im Nordosten, Piedipartino im Osten, Bustanico im Süden, Sermano im Südwesten und Rusio im Westen.

## Bevölkerungsentwicklung
| Jahr      | 1962 | 1968 | 1975 | 1982 | 1990 | 1999 | 2006 | 2008 | 2016 |
| --------- | ---- | ---- | ---- | ---- | ---- | ---- | ---- | ---- | ---- |
| Einwohner | 92   | 68   | 55   | 21   | 18   | 26   | 30   | 34   | 29   |